# Tanja Joachim
Tanja Joachim (* 29. Oktober 1992 in Schwerin) ist eine deutsche Volleyballspielerin.
Joachim besuchte das Sportgymnasium ihrer Heimatstadt und spielte bis 2011 beim 1. VC Parchim, der eng mit dem Bundesligisten Schweriner SC kooperiert. Sie gewann die Nachwuchs-Meisterschaft und erreichte weitere vordere Plätze bei den Junioren. Außerdem wurde sie mit der Junioren-Nationalmannschaft Vierter der Europameisterschaft. Im Sommer 2011 verpflichtete der Schweriner SC die Zuspielerin gemeinsam mit ihren Mitschülerinnen Joana Gallas und Wiebke Offer für die erste Mannschaft. 2012 und 2013 wurde Joachim mit Schwerin Deutscher Meister.
2014 wechselte Joachim zusammen mit ihren Teamkolleginnen Madleen Piest und Lisa Stein zum Zweitligisten 1. VC Stralsund. Nach nur einer Saison kehrte sie zum Schweriner SC zurück. Dort erhielt sie als dritte Zuspielerin hinter Denise Hanke und Michaela Wessely kaum Spieleinsätze und kehrte nach nur einer Saison nach Stralsund zurück. In der Saison 2017/18 spielt Joachim in der 3. Volleyball-Liga für den 1. VC Parchim.